# Croatia Open 2022
Die Croatia Open 2022 im Badminton fanden vom 20. bis zum 23. Juni 2022 in Dubrovnik statt. Es war die erste Auflage der Turnierserie.

## Medaillengewinner
| Disziplin    | Gold                                   | Silber                             | Bronze                            |
| ------------ | -------------------------------------- | ---------------------------------- | --------------------------------- |
| Herreneinzel | Justin Hoh                             | Nguyễn Hải Đăng                    | Jason Gunawan                     |
| Herreneinzel | Justin Hoh                             | Nguyễn Hải Đăng                    | Cholan Kayan                      |
| Dameneinzel  | Vũ Thị Anh Thư                         | Saloni Samirbhai Mehta             | Jaymie Laurens                    |
| Dameneinzel  | Vũ Thị Anh Thư                         | Saloni Samirbhai Mehta             | Happy Lo Sin Yan                  |
| Herrendoppel | Donovan Willard Wee Howin Wong Jia Hao | Chow Hin Long Lui Chun Wai         | Alex Green Jonty Russ             |
| Herrendoppel | Donovan Willard Wee Howin Wong Jia Hao | Chow Hin Long Lui Chun Wai         | Maël Cattoen Lucas Renoir         |
| Damendoppel  | Lui Lok Lok Ng Shiu Yee                | Anna Kupca Jekaterina Romanova     | Eleni Christodoulou Eva Kattirtzi |
| Damendoppel  | Lui Lok Lok Ng Shiu Yee                | Anna Kupca Jekaterina Romanova     | Chloë Mayer Diede Odijk           |
| Mixed        | Jonty Russ Sian Kelly                  | Patrick Scheiel Franziska Volkmann | Maël Cattoen Camille Pognante     |
| Mixed        | Jonty Russ Sian Kelly                  | Patrick Scheiel Franziska Volkmann | Nils Ihse Malena Norrman          |